# Masha Ivashintsova
Masha Ivashintsova, née le 23 mars 1942 à Sverdlovsk (Iekaterinbourg) et morte le 13 juillet 2000 à Saint-Pétersbourg, est une photographe russe.
Habitante de Leningrad (Saint-Pétersbourg), elle est fortement impliquée dans le mouvement underground poétique et photographique de la ville entre les années 1960 et 1980, sous le régime communiste. Elle photographie de manière intensive pendant la majeure partie de sa vie, accumulant de nombreuses photos-films dans le grenier car elle les a rarement développés. Ce n'est que lorsque sa fille Asya trouve quelque 30 000 négatifs dans son grenier en 2017 que les œuvres de Masha sont devenues publiques. À cet égard, le travail et l'histoire de Masha Ivashintsova sont souvent comparés à ceux de la photographe américaine Vivian Maier,.
Elle est proche du photographe Boris Smelov (en), du poète Viktor Krivouline et du linguiste Melvar Melkumyan.